# Bo Arne Vibenius
Bo Arne Vibenius (né le 29 mars 1943) est un réalisateur suédois.

## Filmographie partielle
- 1969 : Hur Marie träffade Fredrik
- 1974 : Crime à froid (Thriller - en grym film) sous le pseudonyme d'Alex Fridolinski
- 1975 : Breaking Point - Pornografisk Thriller  sous le pseudonyme de Ron Silberman Jr.